# Acervulus (Mykologie)

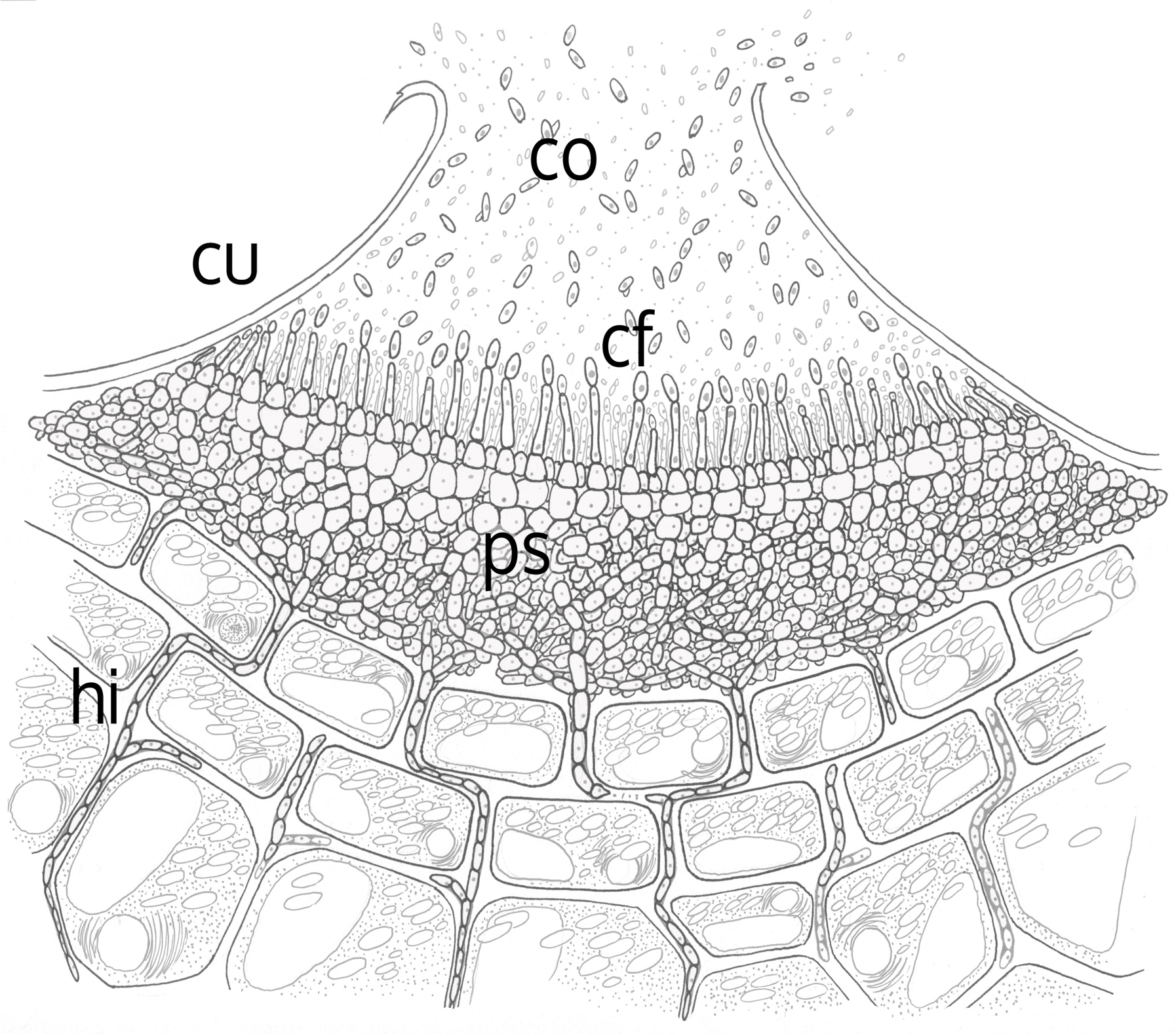
Acervulus.
cu: Kutikula, co: Konidie, cf: Konidiophore, ps: pseudoparenchymatisches Stroma, hi: Hyphe.

Der Acervulus (von lateinisch acervus = „Haufen“; Plural Acervuli) ist ein offener, kissenförmiger, asexueller Fruchtkörper, der in Pilzen vorkommt. Er ist immer unterhalb der Epidermis des Wirtsgewebes zu finden und enthält Konidiophoren (Hyphen), die Konidien (Sporen) bilden.